# 241362 Nesiotites
241362 Nesiotites è un asteroide della fascia principale. Scoperto nel 2007, presenta un'orbita caratterizzata da un semiasse maggiore pari a 3,074500 UA e da un'eccentricità di 0,064801, inclinata di 9,987068° rispetto all'eclittica.
Il nome ricorda i Nesiotites, un genere estinto di toporagni di grandi dimensioni, endemico sulle isole Baleari fino al 2000 a. C..